# بيلا (مركز)
مركز بيلا، مركز إداري مصري. يقع في جنوب شرق محافظة كفر الشيخ الواقعة أقصى شمال جمهورية مصر العربية. مدينة بيلا عاصمة المركز.